# Phil Neal
Philip "Phil" George Neal (Irchester, Inglaterra, 20 de febrero de 1951) es un exfutbolista inglés, se desempeñaba como lateral derecho, aunque también podía hacerlo como defensa central. Estuvo en el mítico Liverpool FC de finales de la década de los 70' y principios de los 80'. También ejerció como entrenador.

## Clubes

### Jugador
| Club                | País       | Año         | Partidos | Goles |
| Northampton Town FC | Inglaterra | 1968 - 1974 | 187      | 27    |
| Liverpool FC        | Inglaterra | 1974 - 1985 | 455      | 41    |
| Bolton Wanderers FC | Inglaterra | 1985 - 1989 | 64       | 3     |

### Entrenador
| Club                | País       | Año         |
| ------------------- | ---------- | ----------- |
| Bolton Wanderers FC | Inglaterra | 1985 - 1992 |
| Coventry City FC    | Inglaterra | 1993 - 1995 |
| Cardiff City FC     | Gales      | 1996        |
| Manchester City FC  | Inglaterra | 1996        |

## Palmarés
Liverpool FC
- FA Premier League: 1975-76, 1976-77, 1978-79, 1979-80, 1981-82, 1982-83, 1983-84, 1985-86
- Copa de la Liga de Inglaterra: 1981, 1982, 1983, 1984
- Community Shield: 1976, 1977, 1979, 1980, 1982
- Copa de Europa: 1977, 1978, 1981, 1984
- Copa de la UEFA: 1976
- Supercopa de Europa: 1977

- Datos: Q465956
- Multimedia: Phil Neal / Q465956